# La fidanzata (film)
La fidanzata (Die Verlobte) è un film del 1980 diretto da Günter Reisch e Günther Rücker.

## Riconoscimenti
- 1980 - Festival internazionale del cinema di Karlovy Vary
  - Globo di Cristallo